# Galeata

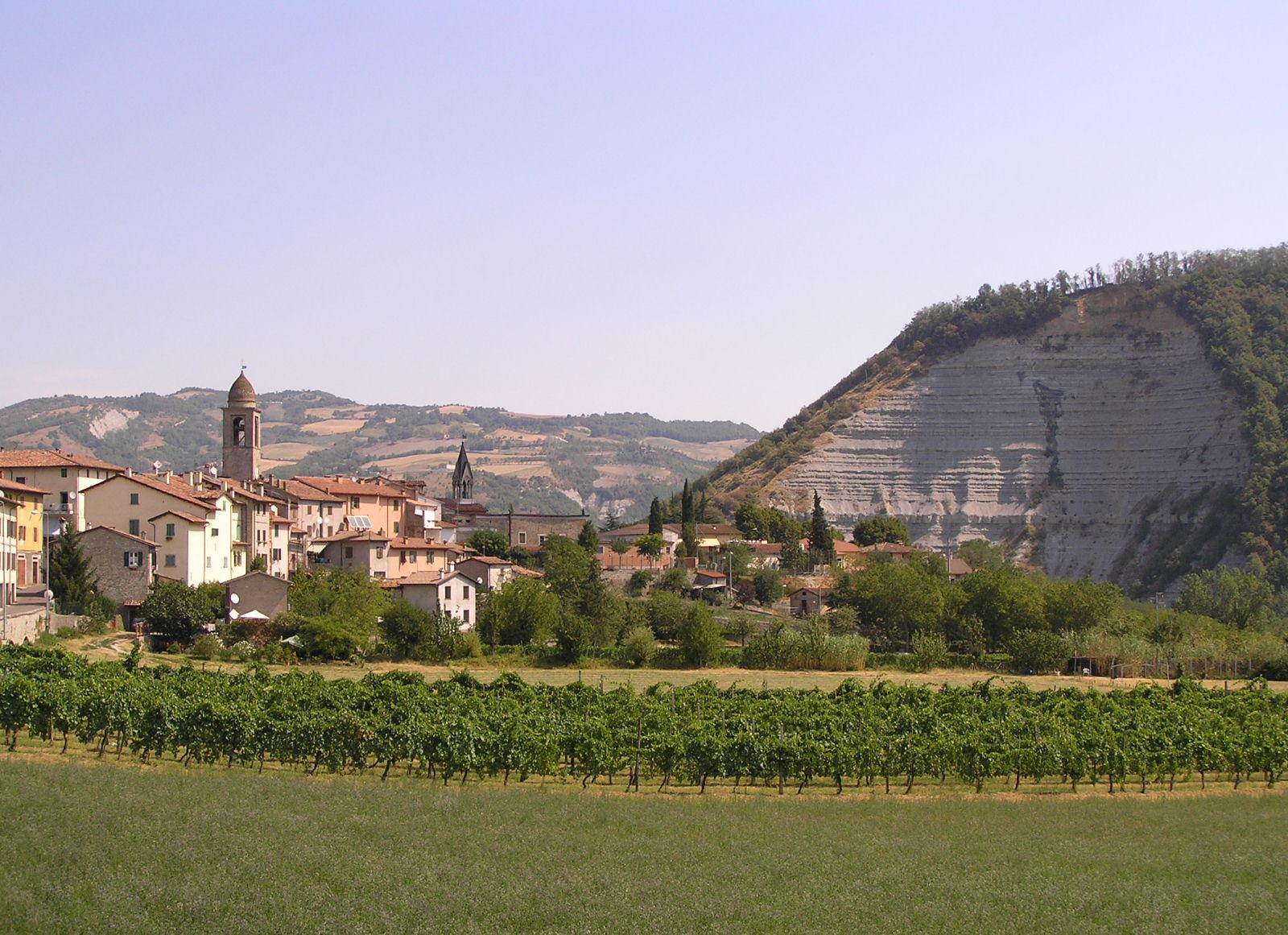
Blick auf Galeata

Galeata ist eine italienische Gemeinde (comune) mit 2502 Einwohnern (Stand 31. Dezember 2023) in der Provinz Forlì-Cesena in der Emilia-Romagna. Die Gemeinde liegt etwa 27,5 Kilometer südsüdwestlich von Forlì und etwa 30,5 Kilometer südwestlich von Cesena. Durch die Gemeinde fließt der Bidente.
Bis Ende 1923 gehörte Galeata noch zur Region Toskana.

## Verkehr
Die frühere Strada Statale 310 del Bidente (heute die Provinzstraße 4R) führt von Poppi durch die Gemeinde nach Forlì.

## Persönlichkeiten
- Gianfranco Facco Bonetti (* 1940), Jurist und Diplomat
- Pasquale Fabbri (* 1942), Radrennfahrer